# Lagtingsvalget 1946
Lagtingsvalget på Færøerne 1946 blev afholdt 6. november 1946.
Den 14. september 1946 blev der afholdt en folkeafstemning angående Færøernes uafhængighed. Der var ikke klart flertal for nogen løsning, idet 48,2 % stemte for løsrivelse, 47,2 % stemte for samhørighed, og 4,2 % stemte ugyldigt – disse var primært folk som ønskede et vidtgående hjemmestyre.
Efter afstemningen udråbtes Færøernes selvstændighed af lagtingsformand Thorstein Petersen, men han havde et stort flertal i lagtinget imod sig.
Det øvrige lagting og det danske folketing fandt ikke situationen acceptabel, og den danske konge opløste Lagtinget 24. september.
Den 6. november blev der afholdt valg, som gav de partier, som fortsat ønskede fællesskab med Danmark, et lille flertal i Lagtinget.
Antallet af repræsentanter ændredes fra 23 til 20.

## Resultater
| Parti                | tilslutning | Mandater i Lagtinget | Ændring fra 1945 (mandater) | Ændring fra 1945 (%) |
| -------------------- | ----------- | -------------------- | --------------------------- | -------------------- |
| Fólkaflokkurin       | 40,9 %      | 8                    | -3                          | -2,5                 |
| Sambandsflokkurin    | 28,7 %      | 6                    | —                           | 4,3                  |
| Javnaðarflokkurin    | 28,1 %      | 4                    | -2                          | 5,3 (!)              |
| Sjálvstýrisflokkurin | (!)         | 2                    | +2                          | (!)                  |
| Løsgængere           | 2,3 %       | 0                    | nyt                         | 2,3                  |

- (!) Bemærk ved læsning af tabellen, at kandidaterne fra Javnaðarflokkurin og Sjálvstýrisflokkurin stillede op på en fælles liste, men derimod repræsenterede de indvalgte repræsentanter fra denne liste hver sine partier i Lagtinget efter valget.

## Eksterne Henvisninger
- Hagstova Føroya — Íbúgvaviðurskifti og val (Færøsk statistik)